# Yuliya Bichyk
Yuliya Bichyk (Belarusian: Юлія Бічык; en ruso: Юлия Бичик: Юлия Бичик, Yuliya Bichik; nacida el 1 de abril de 1983) es una remera bielorrusa, compañera de Natallia Helakh, con la que ganó la medalla de bronce en los Juegos Olímpicos de Atenas 2004 y en 2008. Además fueron cuartas en la especialidad del ocho en el año 2000.